# Katunec
Katunec (bułg. Катунец) – wieś w Bułgarii, w obwodzie Łowecz, w gminie Ugyrczin. Według danych szacunkowych Ujednoliconego Systemu Ewidencji Ludności oraz Usług Administracyjnych dla Ludności, 15 czerwca 2020 roku miejscowość liczyła 396 mieszkańców.

## Osoby związane z miejscowością

### Urodzeni
- Motko Bumow (1944–2011) – bułgarski artysta, grafik
- Petyr Wasilew (1951–2016) – bułgarski generał

### Związani
- Marko Kolew (1892–1982) – bułgarski generał